# Knooppunt Zaandam
Der Knooppunt Zaandam ist ein Autobahnkreuz in der niederländischen Provinz Nordholland im Nordosten von Zaandam. Es verbindet den Rijksweg 7 (A7: Zaandam–Den Oever–Heerenveen–Groningen) mit dem  Rijksweg 8 (A8: Amsterdam–Zaandam–Beverwijk).
Benannt ist der Knoten nach der 73.000 Einwohner zählenden Stadt Zaandam, etwa 10 Kilometer nördlich von Amsterdam, in dessen Nordwesten das Kreuz liegt.

## Geschichte
Der Knooppunt Zaandam wurde 1970 mit der Fertigstellung der A7 zwischen Zaandam und Zaandijk endgültig für den Verkehr freigegeben.
Zuvor war bereits 1935 im Bereich des heutigen Autobahnkreuzes ein Provinciale weg zwischen Zaandam und Purmerend errichtet worden, der dort die im Februar 1968 (Richtung Oostzaan) bzw. im Februar 1969 (Richtung Zaandijk) fertiggestellte A8 kreuzte.
Zwischen 1987 und 1990 wurde die A8 ab dem Knooppunt Zaandam bis zum Knooppunt Coenplein sechsspurig ausgebaut 1997 wurde ein weiterer Fahrstreifen Richtung Amsterdam ergänzt und die halbdirekte Rampe im Kreuz errichtet. Zusätzlich wurde im Dezember 2007 eine Zusatzspur auf der A7 zwischen Purmerend-Zuid und dem Knooppunt Zaandam errichtet, die bei Überlastung freigegeben wird. Diese im Dezember 2015 noch weiter um eine Fahrspur in die Gegenrichtung  und eine weitere Richtung Zaandam ergänzt.

## Bauform
Das Autobahnkreuz ist hauptsächlich in der Kleeblattform gebaut, verfügt aber über eine Turbinenform ähnliche Verbindungsrampe, die die Verbindung aus Purmerend kommend Richtung Amsterdam darstellt. Die Verbindungsrampen von Purmerend nach Amsterdam und umgekehrt sind jeweils zweispurig ausgebaut, alle anderen sind jeweils einspurig.
Die A8 ist zwischen dem Knooppunt Zaandam und Knooppunt Coenplein achtspurig, in die andere Richtung vierspurig ausgebaut. Die unterhalb verlaufende A7 ist ebenfalls vierspurig ausgebaut, verfügt aber jeweils über einen Entlastungsfahrstreifen.